# Dzevegín Ojdov
Zevegín Oidov (mongolsky Зэвэгийн Ойдов; 14. srpna 1950 Charchorin, Mongolsko) je bývalý mongolský zápasník, volnostylař. V roce 1976 vybojoval stříbro na olympijských hrách. V roce 1974 a 1975 vybojoval zlato a v roce 1977 bronz na mistrovství světa. V roce 1974 vybojoval stříbro a v roce 1978 zvítězil na Asijských hrách.